# Tina Weymouth

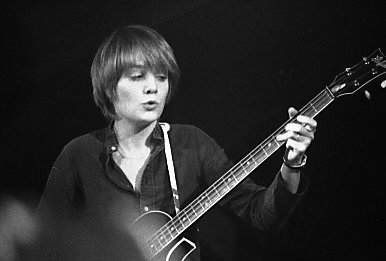
Tina Weymouth in 1978 als bassiste van de Talking Heads

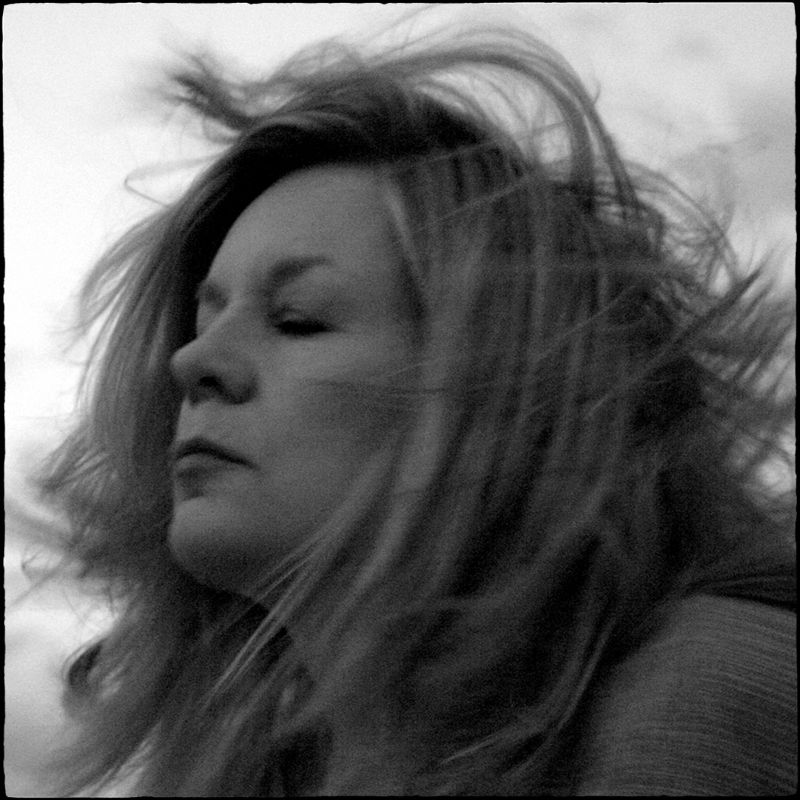
Tina Weymouth in 2004, gefotografeerd door haar zoon Egan Frantz

Martina Michéle Weymouth (Coronado, 22 november 1950) is een Amerikaans basgitariste en gitariste, voornamelijk bekend als mede-oprichter van de bands Talking Heads en Tom Tom Club. 
Weymouth is een van de oorspronkelijke drie leden van Talking Heads en vormde later samen met haar echtgenoot Chris Frantz de band Tom Tom Club. Ze speelt soms op een zeer zeldzame Fender Swinger gitaar. Ze werkte ook mee aan het nummer "19-2000" van Gorillaz, en vond samenwerking met Chicks on Speed, Miss Kittin, Kevin Blechdom, Le Tigre, en Adult's Nicola Kuperus.
The Shirts hebben in 2010 een nummer over haar gemaakt "Tina of the Talking Heads" te vinden op het album "The Tiger Must Jump".
- Bibsys: 5096392
- Gemeinsame Normdatei: 1032443405
- International Standard Name Identifier: 0000 0003 6564 1936
- Library of Congress Control Number: no2016124742
- MusicBrainz: 2fc6a88a-ed26-479a-9cd8-355830653062
- Nationale Bibliotheek van Tsjechië: xx0116683
- Nationale Bibliotheek van Polen: a0000002137748
- Nationale en Universitaire bibliotheek Zagreb: 000050656
- Nederlandse Thesaurus van Auteursnamen: 073607649
- Union List of Artist Names: 500472947
- Virtual International Authority File: 227820576
- WorldCat: E39PBJfhbvKxX4HTgJBvTMWbh3